# Burg Wildberg (Brandenburg)
Die Burg Wildberg ist eine abgegangene Niederungsburg am Ufer der Temnitz bei dem Ortsteil Wildberg der Gemeinde Temnitztal im Landkreis Ostprignitz-Ruppin in Brandenburg.

Reste der Wallanlage (2007)

## Anlage
Von der mittelalterlichen Burg sind heute außer dem trockenen Wassergraben nur noch Reste der Wallanlage vorhanden. Sichtbare Mauerreste fehlen.

## Geschichte
Die Burg, die wohl einen slawischen Vorgängerbau gehabt hat, dürfte im Rahmen der hochmittelalterlichen Ostsiedlung erbaut worden sein.
Um 1214 diente die Burg vermutlich den Grafen von Arnstein als Ausgangspunkt zur Errichtung der Herrschaft Ruppin. Mit der Übernahme der Herrschaft Wusterhausen durch die Grafen von Lindow-Ruppin im Jahre 1319 verliert die Burg ihre militärische Bedeutung und wird in der Folge gräflichen Gefolgsleuten als Pfand oder Lehen überlassen.
Seit 1315 sind Herren von Wildberg urkundlich nachweisbar.
Ob die Burg – wie häufig behauptet – vom Kurfürsten Friedrich I. zerstört worden ist, konnte bisher nicht bewiesen werden. Um 1491 scheinen die Herren von Zieten in den Besitz von Wildberg gekommen zu sein. Hans von Zieten auf Wildberg wird als Rat des letzten Grafen von Lindow-Ruppin genannt.

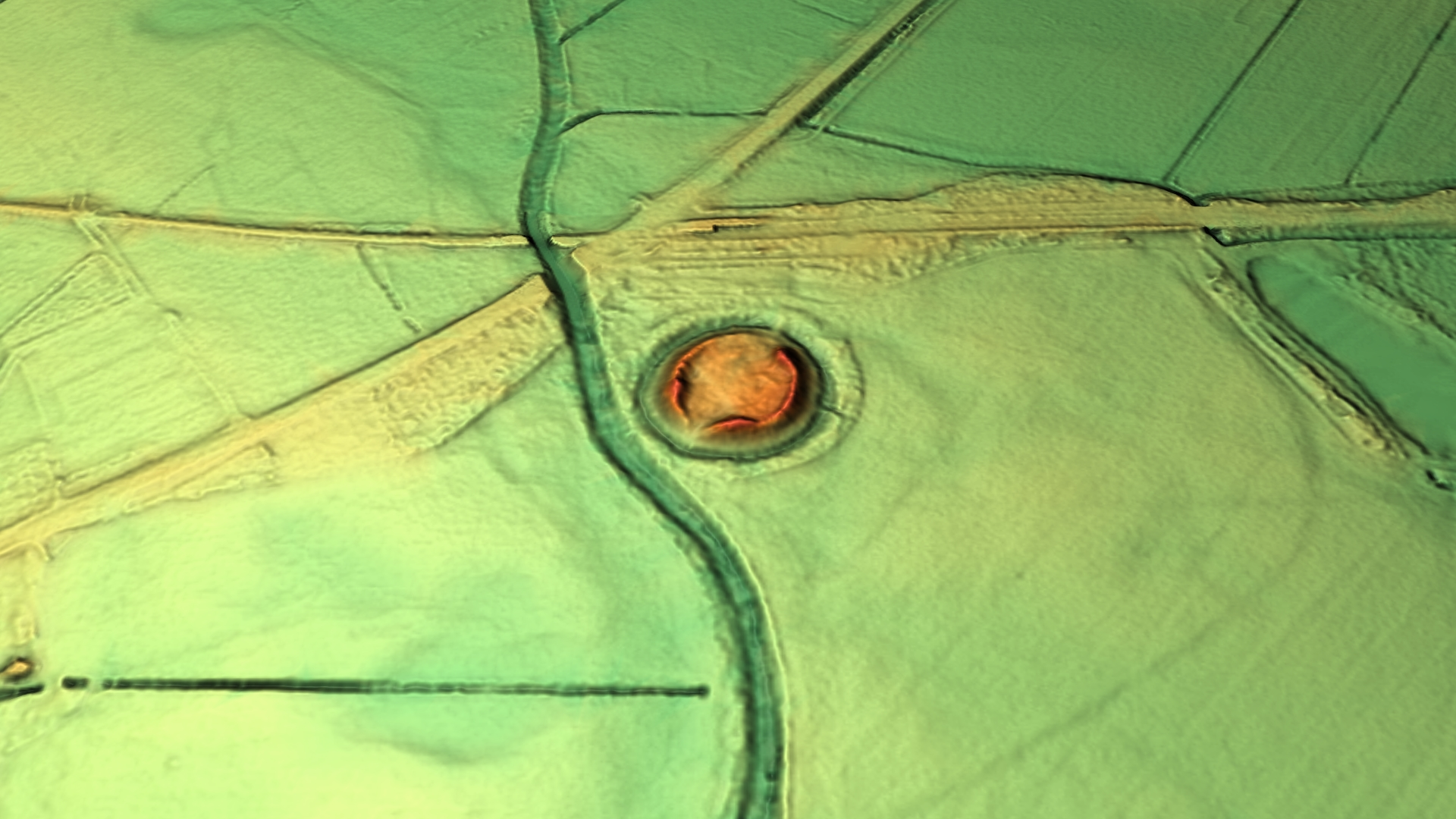
3D-Ansicht des digitalen Geländemodells

Im Jahre 1525 wird die Burg als „verödet“ bezeichnet. Trotz der Zerstörung von Wildberg während des Dreißigjährigen Krieges im Jahre 1638 durch den kaiserlichen General Matthias Gallas sollen 1713 noch die Feldsteinmauern der Burg vorhanden gewesen sein.